# (5469) 1988 BK4
(5469) 1988 BK4 (1988 BK4, 1977 DK) — астероїд головного поясу, відкритий 21 січня 1988 року.
Тіссеранів параметр щодо Юпітера — 3,114.